# 津山洋子
津山 洋子（つやま ようこ、1946年2月9日 - ）は日本の歌手。本名：高橋浩子。夫は歌手の高樹一郎。

## 経歴
福島県出身。芸名は作家の石坂洋次郎が名付け親。
1964年に『津軽の花嫁さん』でデビューする。1967年に大木英夫と歌った『新宿そだち』が累計160万枚と大ヒットする。同年、高樹一郎とコンビを結成する。1971年に高樹一郎と結婚。以来、夫婦でデュエットを組む。1979年、コロムビアに移籍し、『新宿夜明けまで』『夫婦みち』をリリースする。夫婦で全国の施設などを慰問する。
2013年4月4日、2015年3月12日放送の「木曜8時のコンサート〜名曲!にっぽんの歌〜」（テレビ東京）に夫の高樹と共に出演し歌唱を披露した。

## 主な曲
- 新宿そだち〔作詞：別所透、作曲：遠藤実〕（1967年9月10日、ミノルフォンレコード、KA-151）-　大木英夫とデュエット、オリコン週間チャート最高7位
  - c/w　愛情の街
- 雨の新宿〔作詞：別所透、作曲：遠藤実〕（ミノルフォンレコード、KA-248）-　大木英夫とデュエット
- 津軽の花嫁さん
- 508羽の千羽鶴
- 男と女のラブゲーム
- 昭和放浪記
- 人生ふたりづれ
- さくら通りの花見唄

## 主なテレビ出演

### 歌番組
- 夜のヒットスタジオ（フジテレビ）
- 今あの歌・ヒット曲（テレビ東京）
- 第41回年忘れにっぽんの歌（テレビ東京、2008年12月31日）
- 木曜8時のコンサート〜名曲!にっぽんの歌〜（テレビ東京）

### ドラマ
- 特別機動捜査隊（NET（現・テレビ朝日））
  - 第322話「寒いクリスマス」（1967年）
  - 第423話「石狩の女」（1969年）
  - 第424話「北海道を捜せ」（1969年）

## 主な映画出演
- 新宿育ち（1968年、松竹）